# Manuel Ferrara
Manuel Ferrara, pseudonimo di Manuel Jeannin (Le Raincy, 1º novembre 1975), è un attore pornografico e regista pornografico francese.

## Biografia
Manuel Jeannin è nato il 1º novembre 1975 a Le Raincy (in Francia), ma è cresciuto nella vicina Gagny. Quando era ancora studente voleva diventare un insegnante di educazione fisica.
Sebbene abbia debuttato nel cinema pornografico nel 2001, ha iniziato la sua attività quando era ancora studente nel 1999: infatti quello stesso anno rispose a un annuncio sul giornale Connexion che proponeva ai propri lettori un concorso per partecipare a un film pornografico e il suo pene di 12 cm gli aveva aperto le porte del concorso. È apparso in diverse produzioni francesi ed europee, diventando inoltre il protetto di Rocco Siffredi e facendo il suo debutto statunitense nel film di John Stagliano intitolato Fashionistas. Nel 2002 è apparso in Snoop Dogg's Hustlaz: Diary of a Pimp.
Nel 2003 ha fatto il suo debutto come regista nel gonzo per Platinum X Pictures, una società sussidiaria di Red Light District Video. Nel 2004 ha invece diretto per Red Light prima di passare a Evil Angel nel maggio 2006. Il suo primo film prodotto da Evil Angel era Evilution, con protagoniste Melissa Lauren e Naomi, oltre a includere il ritorno di Nici Sterling. Da allora ha diretto diverse serie pornografiche, incluse Fucked on Sight, Slutty & Sluttier, Raw, Evil Anal, Battle of the Sluts, Anal Expedition, Teen Cum Squad, Bangin' Black Boxes, Ass Attack, I'm Your Slut, Mindfuck e New Whores on the Block.
Il 23 dicembre 2010 è apparso insieme a Riley Steele nella puntata di Manswers intitolata «Airplane Plane Hanger-On» per discutere delle loro carriere durante il segmento «How Can You Become A Porktastic Porn Star». Il 22 gennaio 2012 è diventato il primo attore porno nella storia degli AVN Awards a vincere il premio di interprete maschile dell'anno per la quarta volta.
Ferrara è rimasto attivo come interprete nell'industria del porno sin dal 1999 e ha iniziato a dirigere nel 2003, fondando anche una sua casa di produzione chiamata Manuel Ferrara Productions. Ha vinto il premio AVN come interprete maschile per la quinta volta il 18 gennaio 2014. Nel 2012 è inoltre apparso insieme alla collega Zoe Voss in una scena di sesso esplicito nel film Starlet.
Ferrara ha vinto e ricevuto numerosi premi e riconoscimenti nell'industria del porno ed è stato introdotto sia nella AVN Hall of Fame sia nella XRCO Hall of Fame.

## Vita privata
Nel gennaio 2005 ha sposato la collega Dana Vespoli, con cui ha avuto tre figli prima di divorziare sette anni più tardi. Ferrara ha anche una figlia insieme alla sua compagna e collega Kayden Kross.

## Riconoscimenti
AVN Awards

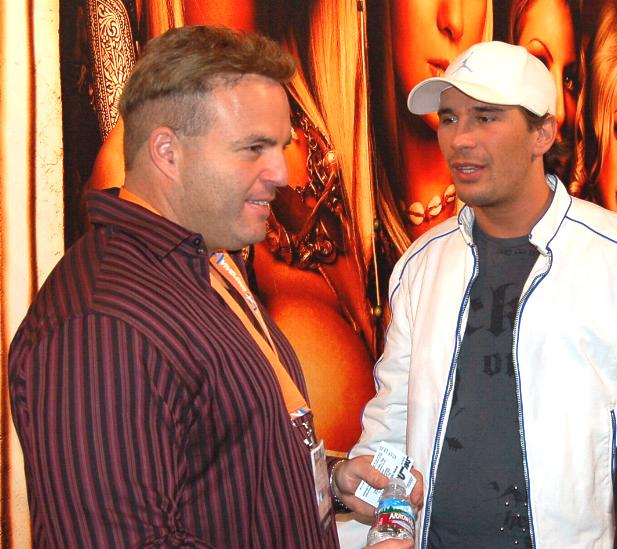
Ferrara con Dion Giarusso all'AVN Adult Entertainment Expo 2006

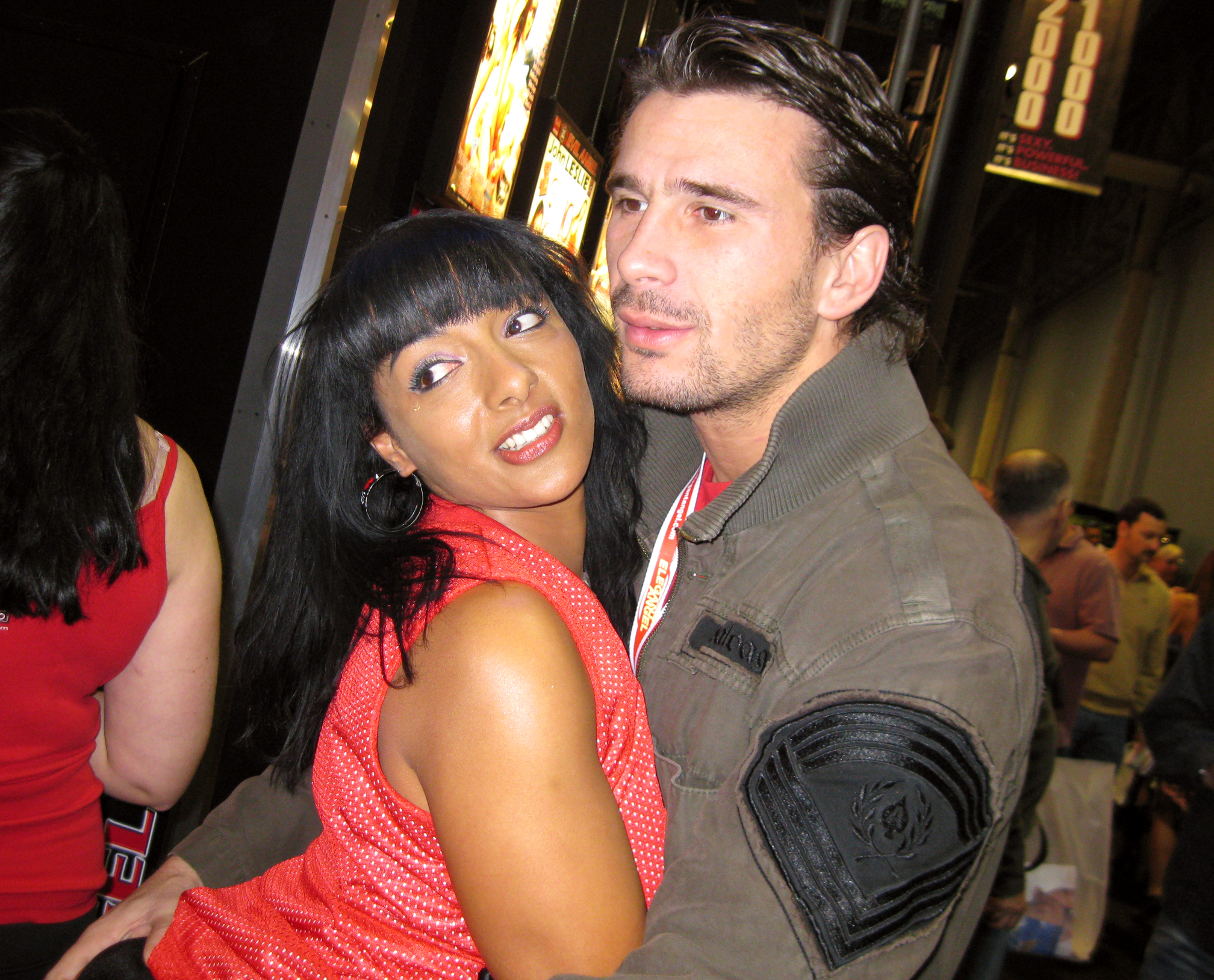
Ferrara con Loona Luxx nel 2009

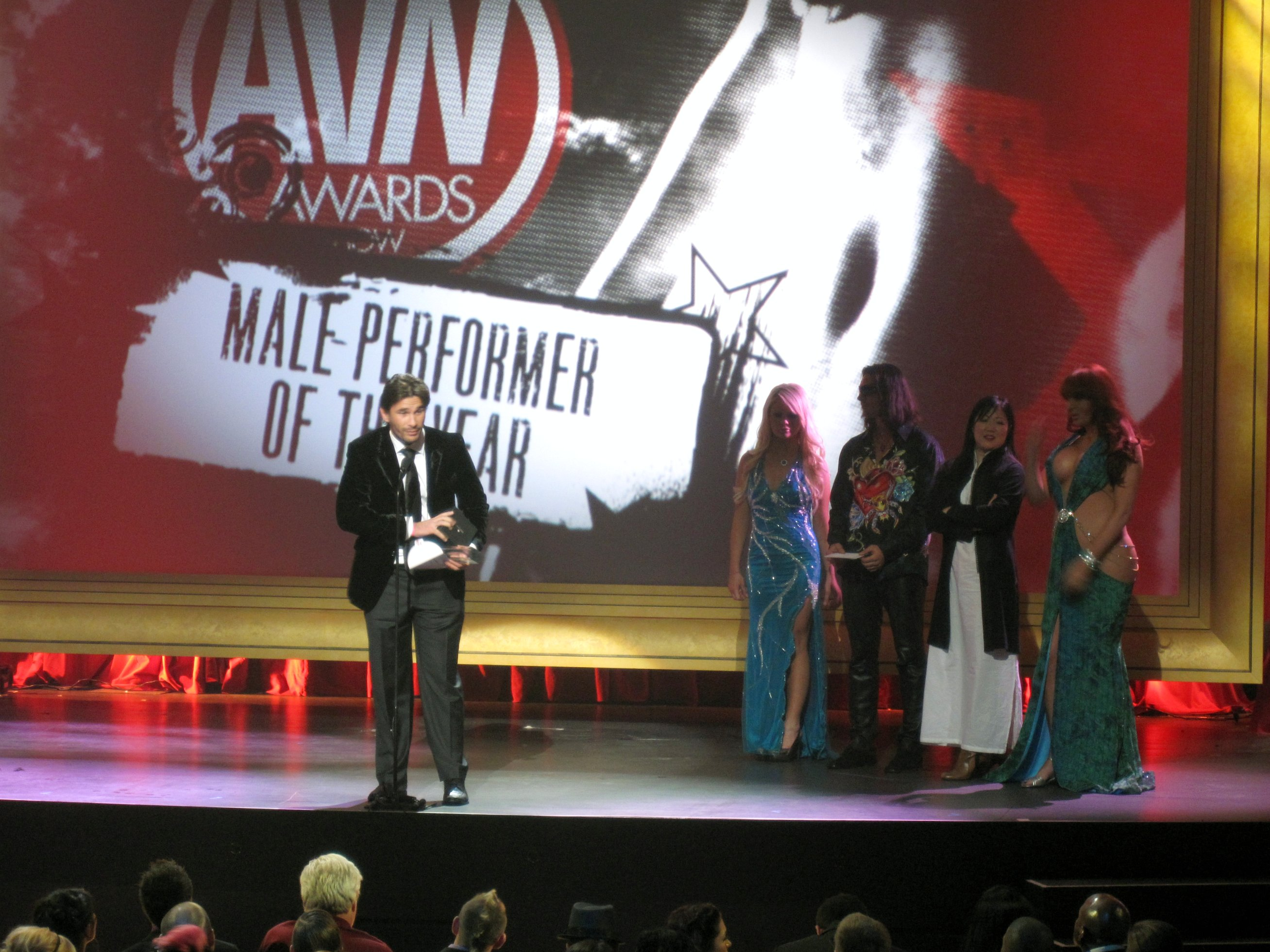
Ferrara agli AVN Awards 2010

- 2004 - Male Foreign Performer of the Year[23]
- 2004 – Best Group Sex Scene (video) per Back 2 Evil con Julie Night, Ashley Long e Nacho Vidal[24]
- 2005 - Male Performer of the Year[25]
- 2005 - Best Couples Sex Scene - Video per Stuntgirl con Venus[26]
- 2006 - Male Performer of the Year[27]
- 2006 - AVN Award for Best Anal Sex Scene (video) in Cumshitters con Katsuni[28]
- 2007 - Best Supporting Actor - Video per She Bangs[29]
- 2007 - Best Sex Scene Coupling - Film per Emperor con Janinie Lindemulder[30]
- 2007 – Best Couples Sex Scene (video) per Slave Dolls 2 con Tiffany Mynx[31]
- 2007 – Best Three-Way Sex Scene per Fuck Slaves con Sasha Grey e Sandra Romain[32]
- 2008 - Best Couples Sex Scene (video) per Evil Anal 2 con Manuel Ferrara[33]
- 2009 – Best Anal Sex Scene (film) per Big Wet Asses 13 con Manuel Ferrara[34]
- 2010 - Male Performer of the Year[35]
- 2011 – Best Couples Sex Scene (film) per Kristina Rose Is Slutwoman con Kristina Rose[36]
- 2011 – Best Anal Sex Scene per Asa Akira Is Insatiable con Manuel Ferrara[37]
- 2012 - Best Boy/Girl Scene per The Bombshelles 3 con Lexi Belle[38]
- 2012 - Male Performer of the Year[39]
- 2012 – Hottest Sex Scene (Fan Award) per Babysitters 2 con Kayden Kross, Jesse Jane, Stoya e BiBi Jones [40]
- 2013 – Best Anal Sex Scene (Film) per Oil Overload 7 con Brooklyn Lee[41]
- 2014 - Best Three-Way Sex Scene - Girl/Girl/Boy per Remy 2 con Remy LaCroix e Riley Reid[42]
- 2014 - Male Performer of the Year[43]
- 2015 - Best Anal Sex Scene per Internal Damnation 8 con Adriana Chechik[44][45]
- 2017 – Best Anal Sex Scene per Anals Model con Manuel Ferrara[46]
- 2017 - Best Virtual Reality Sex Scene per Angel'n Danger con Abella Danger e Joanna Angel[47]
- 2018 – Best Boy/Girl Scene per Angela 3 con Angela White[48]
- 2019 - Male Performer of the Year[49]
- 2020 – Best Group Sex Scene per Drive con Lena Paul, Autumn Falls, Alina Lopez e Angela White[50]
- 2020 – Best POV Scene per Manuel’s Fucking POV 12 con Karma Rx[51]
- 2020 - Best Three-Way Sex Scene (G/G/B) per Drive con Maitland Ward e Ivy Lebelle[52]
- 2021 - Best Foreign-Shot Boy/Girl Sex Scene per Manuel's Euro Tour: Paris con Liya Silver[53]
- 2023 - Best Anal Sex Scene per If it Feels Good 3 con Angela White[54]
- 2023 - Best POV Sex Scene per Manuel's Fucking POV 14 con Anna Claire Clouds[55]
- 2025 – Best Sex Scene - Foursome/Orgy per Brazzers Present: 20 for 20 con Cherie DeVille, Alexis Fawx, Kayley Gunner, Lily Lou, Abigail Morris, Kira Noir, Ryan Reid, Gal Ritchie, Queenie Sateen, Luna Star, Monique Alexander, Angela White, Mick Blue, Hollywood Cash, Ricky Johnson, JMac, Alex Jones, Keiran Lee, Isiah Maxwell, Scott Nails e Van Wylde[56]

XBIZ Awards
- 2009 - Male Performer of the Year[57]
- 2014 – Best Scene - Feature Movie per Code of Honor con Jesse Jane, Riley Steele, Stoya, Selena Rose e Kayden Kross[58]
- 2015 - Director of the Year - Non Feature Release per Misha Cross Wide Open condiviso con Kayden Kross[59]
- 2016 – Best Sex Scene - Gonzo per Jesse: Alpha Female con Jesse Jane[60]
- 2017 – Best Sex Scene - Gonzo Release per Black Anal Asses con Ana Foxxx[61]
- 2020 - Best Scene - Feature Movie per Drive con Ivy Lebelle e Manuel Ferrara[62]
- 2024 – Best Sex Scene - Gonzo per Take Me Your Breeder con Kendra Sunderland, Blake Bloosom, Angel Youngs e Angela White[63]
- 2025 – Best Sex Scene - Orgy/Group per Brazzers Present: 20 for 20 con Cherie DeVille, Alexis Fawx, Kayley Gunner, Lily Lou, Abigail Morris, Kira Noir, Ryan Reid, Gal Ritchie, Queenie Sateen, Luna Star, Monique Alexander, Angela White, Mick Blue, Hollywood Cash, Ricky Johnson, JMac, Alex Jones, Keiran Lee, Isiah Maxwell, Scott Nails e Van Wylde[64]

XRCO Award
- 2003 - Best New Stud[65]
- 2004 - Male Performer of the Year[66]
- 2004 – Sex Scene – Couple per Babes in Pornland 14: Bubble Butt Babes con Jewel De'Nyle[67]
- 2003 – Best 3-Way Scene per Mason's Dirty Tricks con Julie Night e Steve Holmes[68]
- 2005 - Male Performer of the Year[69]
- 2006 - Male Performer of the Year[70]
- 2011 - Hall of Fame[71]
- 2012 - Male Performer of the Year[72]
- 2013 - Male Performer of the Year[73]
- 2014 - Male Performer of the Year[74]

XBIZ Europa Awards
- 2022 - Best Sex Scene - Feature per Jia con Jia Lissa e Sonya Blaze[75]

NightMoves Award
- 2013 - Male Performer of the Year (Fan's Award)[76]
- 2014 - Best Director - Non Feature (Fan's Award)[77]
- 2016 - Male Performer of the Year (Industry's Award)[78]
- 2020 - Best Male Performer[79]
- 2021 - Best Male Performer[80]
- 2022 - Best Male Performer[81]

## Filmografia

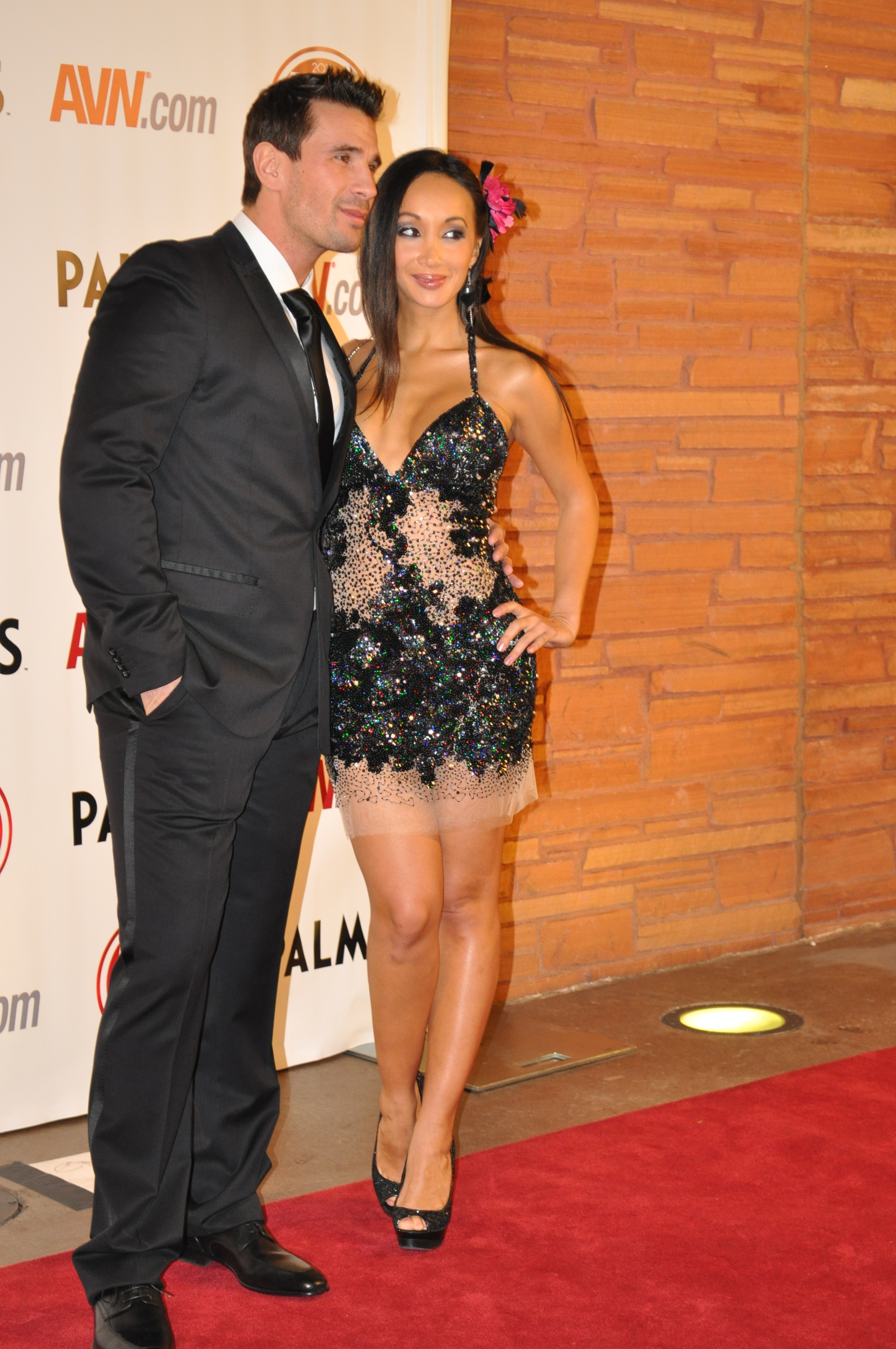
Ferrara agli AVN Awards 2011

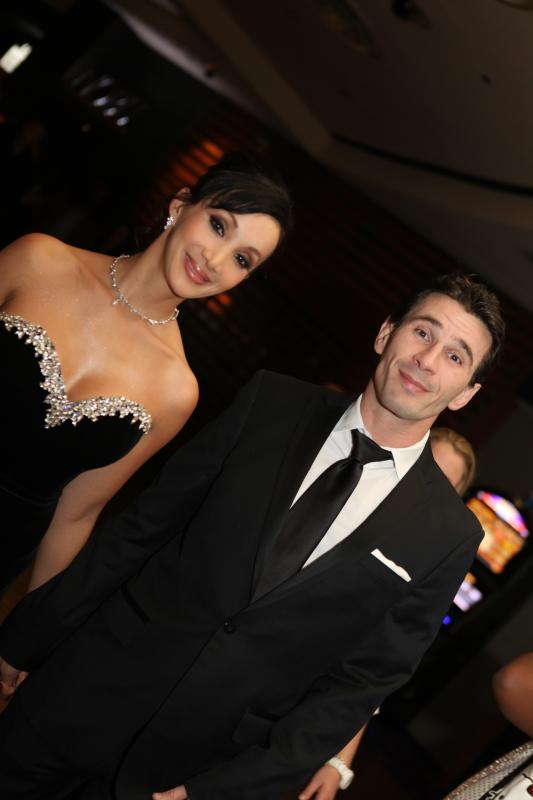
Ferrara con Katsuni agli AVN Awards nel gennaio 2012

### Attore
- Reality Chaud 1 (1999)
- Reality Chaud 2 (1999)
- Sosies font du X (1999)
- Ta Bouche a Fond Mamie (1999)
- Voll behabart und spermasuchtig (1999)
- Alt und Jung 2 (2000)
- Dans la Peau d'Ovidie (2000)
- Karneval im Mosenwald (2000)
- Mafia's Revenge (2000)
- Spiel 1 (2000)
- Spiel 2 (2000)
- Spiel 4 (2000)
- Confessions intimes d'une prostituée (2001)
- DupleX Story (2001)
- Kelly's Way To Love (2001)
- Net-Sex (2001)
- Objectif: Star du X (2001)
- Rocco: Animal Trainer 7 (2001)
- Rocco: Animal Trainer 8 (2001)
- Rocco's True Anal Stories 15 (2001)
- Sodom's Girls (2001)
- Strani Fantasmi (2001)
- 24 Heures du Gland (2002)
- 7 The Hardway 1 (2002)
- Acid Dreams (2002)
- Anal Sluts And Sweethearts 10 (2002)
- Anmacherinnen 15: Enge Spalten (2002)
- Arsenic 1 (2002)
- Big Natural Tits 6 (2002)
- Candidate (2002)
- Christoph's Beautiful Girls 5 (2002)
- Christoph's Beautiful Girls 7 (2002)
- Claudine (2002)
- DP's and Orgies 2 (2002)
- Effrontées 3 (2002)
- Euro Angels Hardball 18: Attention To De-Tail (2002)
- Fashionistas 1 (2002)
- Folies d'Aurélie Catain (2002)
- Gold Digger (2002)
- Group Thing 1 (2002)
- Group Thing 2 (2002)
- High Society 1: The Making of a Sex Star (2002)
- Hot Rods (2002)
- In the Arms of Evil (2002)
- Journal de Pauline (2002)
- Lustful Mind (2002)
- Luxure (2002)
- Ma femme est une star du X (2002)
- Ma Sorcière Bien Niquée (2002)
- Mason's Dirty TriXXX 2 (2002)
- Other Face Of Pleasure (2002)
- Pretty Girls Are Perverts Too (2002)
- Private Reality 8: Summer Love (2002)
- Private Tropical 1: Sex Survivors (2002)
- Private Tropical 2: Sunrise (2002)
- Rocco Super Motohard (2002)
- Rocco: Animal Trainer 9 (2002)
- Rocco's Ass Collector (2002)
- Rocco's Initiations 4 (2002)
- Rocco's Initiations 5 (2002)
- Rocco's Reverse Gang Bang 2 (2002)
- Rocco's True Anal Stories 16 (2002)
- Rocco's True Anal Stories 18 (2002)
- Screw My Wife Please 29 (And Turn Her Inside Out) (2002)
- Snoop Dogg's Hustlaz: Diary of a Pimp (2002)
- Sodomania 39 (2002)
- Sticky Side Up 6 (2002)
- Swallow My Pride 1 (2002)
- Teen Patrol 2 (2002)
- Top Models à louer (2002)
- 1 in the Pink 1 in the Stink 1 (2003)
- 2 Dicks in 1 Chick 5 (2003)
- 2 Dicks in 1 Chick 6 (2003)
- Absolut Sex (2003)
- American Ass 1 (2003)
- Anal Divas In Latex 1 (2003)
- Anal Driller 1 (2003)
- Anal Driller 2 (2003)
- Anal Expedition 1 (2003)
- Anal Expedition 2 (2003)
- Anal Kinksters 2 (2003)
- Anal Thrills 1 (2003)
- Anal Trainer 3 (2003)
- Anal Trainer 4 (2003)
- Anal Trainer 6 (2003)
- Art Of Ass 1 (2003)
- Ass Cleavage 1 (2003)
- Ass Pounders 1 (2003)
- Assficianado 5 (2003)
- Assman 23 (2003)
- Assman 24 (2003)
- Assman 25 (2003)
- ATM Machine 1 (2003)
- ATM Machine 2 (2003)
- Babes in Pornland 14: Bubble Butt Babes (2003)
- Babes in Pornland 15: British Babes (2003)
- Babes in Pornland 17: Brunette Babes (2003)
- Back 2 Evil 1 (2003)
- Balls Deep 7 (2003)
- Bark Like A Dog (2003)
- Behind the Mask (2003)
- Bell Bottoms 1 (2003)
- Bella's Perversions 3 (2003)
- Big Cock Seductions 8 (2003)
- Big Cock Seductions 9 (2003)
- Big Natural Tits 8 (2003)
- Bottom Feeders 10 (2003)
- Breakin' 'Em In 4 (2003)
- Breakin' 'Em In 5 (2003)
- Bring 'um Young 13 (2003)
- Buttman's Anal Divas 2 (2003)
- Buttman's Big Butt Backdoor Babes 3 (2003)
- Campus Confessions 6 (2003)
- Campus Confessions 7 (2003)
- Christoph's Beautiful Girls 11 (2003)
- Christoph's Beautiful Girls 8 (2003)
- Christoph's Beautiful Girls 9 (2003)
- Crack Her Jack 2 (2003)
- Cum Drippers 4 (2003)
- Cum Drippers 5 (2003)
- Cum Swapping Sluts 5 (2003)
- Cumback Pussy 49 (2003)
- Cumstains 1 (2003)
- Debauchery 15 (2003)
- Double Anal Plugged 1 (2003)
- Double Play 1 (2003)
- Double Stuffed 1 (2003)
- Double Stuffed 2 (2003)
- Down the Hatch 11 (2003)
- Enchantment (2003)
- Erotica XXX 2 (2003)
- Erotica XXX 3 (2003)
- Erotica XXX 4 (2003)
- Euro Angels Hardball 20: DP Mania (2003)
- Euro Girls Never Say No 1 (2003)
- Euro Girls Never Say No 2 (2003)
- Euro Girls Never Say No 3 (2003)
- Fast Cars (2003)
- French Connexxxion (2003)
- Fresh Meat 16 (2003)
- Full Anal Access 1 (2003)
- Full Anal Access 2 (2003)
- Give Me Gape 1 (2003)
- Gonzomania (2003)
- Group Thing 3 (2003)
- Hardcore Training 4 (2003)
- Heavy Handfuls 3 (2003)
- Hellcats 1 (2003)
- I Love 'em Natural 1 (2003)
- I Love It Rough 1 (2003)
- I Love It Rough 2 (2003)
- I Love It Rough 3 (2003)
- I'm Your Slut 1 (2003)
- I'm Your Slut 2 (2003)
- Intensities In 10 Cities 1 (2003)
- Internal Cumbustion 2 (2003)
- Jonni Darkko's Anal Perversions 1 (2003)
- Lessons In Lust 2 (2003)
- Lessons In Lust 3 (2003)
- Lewd Conduct 17 (2003)
- Lingerie 1 (2003)
- Look What's Up My Ass 1 (2003)
- Look What's Up My Ass 2 (2003)
- Mason's Sexual Disorder (2003)
- Me Luv U Long Time 3 (2003)
- Me Luv U Long Time 4 (2003)
- Naked Hollywood 22: Goodbye (2003)
- One on One 1 (2003)
- One on One 2 (2003)
- Private Reality 19: Beds of Sin (2003)
- Private Secretaries (2003)
- Purely Sexual 1 (2003)
- Pussy is Not Enough (2003)
- Pussy is Not Enough 2 (2003)
- Q2 Avec Estelle (2003)
- Rocco: Animal Trainer 11 (2003)
- Search and Destroy 3 (2003)
- Search and Destroy 4 (2003)
- Service Animals 13 (2003)
- Sex with Young Girls 5 (2003)
- Shane's World 34: Miami (2003)
- Slave Dolls 1 (2003)
- Spit Shined 1 (2003)
- Spit Shined 2 (2003)
- Spread 'Em Wide 1 (2003)
- Straight to the A 4 (2003)
- Strip Tease Then Fuck 1 (2003)
- Teens Revealed 1 (2003)
- Ten Little Piggies 1 (2003)
- Ten Little Piggies 2 (2003)
- Throat Gaggers 4 (2003)
- Two in the Seat 3 (2003)
- Ultimate Asses 2 (2003)
- Unleashed (2003)
- Virginie (2003)
- Voyeur 24 (2003)
- Weapons of Ass Destruction 2 (2003)
- Wild Cherries 2 (2003)
- Wild on Sex 1 (2003)
- Woman Under Glass (2003)
- Young and Wild 3 (2003)
- Young as They Cum 12 (2003)
- Young Sluts, Inc. 12 (2003)
- Young Tight Latinas 3 (2003)
- 1 Night in China (2004)
- 6th Trick (2004)
- Altered Assholes 1 (2004)
- Anal Driller 3 (2004)
- Anal Driller 4 (2004)
- Anal Expedition 3 (2004)
- Anal Expedition 4 (2004)
- Anal Expedition 5 (2004)
- Anal Thrills 2 (2004)
- Anal Trainer 7 (2004)
- Anal Trainer 8 (2004)
- Apprentass 2 (2004)
- Art of Ass 2 (2004)
- Ass Brand New 2 (2004)
- Ass Pounders 2 (2004)
- Ass Slaves 2 (2004)
- Ass Wreckage 2 (2004)
- Assassin 1 (2004)
- Assentials (2004)
- ATM Machine 4 (2004)
- Backdoor Driller (2004)
- Baker's Dozen 1 (2004)
- Baker's Dozen 2 (2004)
- Becoming Georgia Adair 3 (2004)
- Big Cock Seductions 10 (2004)
- Biggz and the Beauties 6 (2004)
- Biggz and the Beauties 7 (2004)
- Blowjob Mania (2004)
- Body Shock (2004)
- Bottoms Up 1 (2004)
- Breakin' 'Em In 7 (2004)
- Buttman's Anal Show 5 (2004)
- Choke It Down (2004)
- Coming on Set (2004)
- Craving Big Cocks 1 (2004)
- Craving Big Cocks 2 (2004)
- Cum Buckets 1 (2004)
- Cum Guzzlers 2 (2004)
- Cum Stained Casting Couch 1 (2004)
- Cum Swapping Sluts 7 (2004)
- Cumstains 4 (2004)
- Dear Whore 4 (2004)
- Double Impact 1 (2004)
- Double Impact 2 (2004)
- Double or Nothing (2004)
- Double Vag 1 (2004)
- Drop Sex 2 (2004)
- Early Entries 3 (2004)
- Elastic Assholes 2 (2004)
- Epic Global Orgies (2004)
- Forgetting the Girl (2004)
- Fresh New Faces 4 (2004)
- Fresh New Faces 5 (2004)
- Fuck Dolls 2 (2004)
- Fuck Dolls 3 (2004)
- Fuck My Ass -n- Make Me Cum 1 (2004)
- Gaper Maker 2 (2004)
- Girls Like It Rough (2004)
- Good Girls Doing Bad Things 4 (2004)
- Hot 50+ 16 (2004)
- Hot Ass Latinas 2 (2004)
- I'm Your Slut 3 (2004)
- Intensitivity 1 (2004)
- Intensitivity 2 (2004)
- Internal Cumbustion 4 (2004)
- Internal Cumbustion 5 (2004)
- Jonni Darkko's Anal Perversions 3 (2004)
- Just Over Eighteen 10 (2004)
- Lethal Injections 1 (2004)
- Lipstick and Lingerie 1 (2004)
- Look What's Up My Ass 3 (2004)
- Look What's Up My Ass 4 (2004)
- Love Sucks (2004)
- Manuel Ferrara's POV 1 (2004)
- Maximum Thrust 3 (2004)
- Me Luv U Long Time 6 (2004)
- Mika Tan AKA Filthy Whore (2004)
- Nasty Hardcore Latinas 1 (2004)
- Nasty Hardcore Latinas 2 (2004)
- News Girl (2004)
- Not Just Another 8 Teen Movie 3 (2004)
- Nuts Butts Euro Sluts (2004)
- One on One 4 (2004)
- Open For Anal 1 (2004)
- Opportunity for Sex (2004)
- Pandora Dreams AKA Filthy Whore (2004)
- Passion of the Ass 1 (2004)
- Passion of the Ass 2 (2004)
- Passion of the Ass 3 (2004)
- Photographic Mammaries 2 (2004)
- Private Life of Jane Darling (2004)
- Private Thrills (2004)
- Private Xtreme 15: Ass Games (2004)
- Psycho Love (2004)
- Rocco: Animal Trainer 15 (2004)
- Rocco's Initiations 8 (2004)
- Rocco's True Anal Stories 21 (2004)
- Rocco's True Anal Stories 22 (2004)
- Rocco's True Anal Stories 23 (2004)
- Sex Fiends 1 (2004)
- Sexual Compulsion (2004)
- Sexy Euro Girls 1 (2004)
- Sperm Smiles 1 (2004)
- Steve Holmes' Perversions 1 (2004)
- Strange Love (2004)
- Stuffin Young Muffins 1 (2004)
- Stuntgirl 1 (2004)
- Suck Fuck Swallow 1 (2004)
- Swallow My Pride 4 (2004)
- Taste Her Ass 1 (2004)
- Teen Cum Squad 1 (2004)
- Teen Cum Squad 2 (2004)
- Teen Dreams 7 (2004)
- Ten Little Piggies 3 (2004)
- Terrible Teens 2 (2004)
- Three's Cumpany (2004)
- Toxic Anal (2004)
- Ultimate Asses 3 (2004)
- V-eight 12 (2004)
- Voyeur 28 (2004)
- Wet Brunettes 3 (2004)
- Wet Dreams Cum True 2 (2004)
- Whore Next Door (2004)
- Xvizion 2 (2004)
- XXX Platinum Blondes 3 (2004)
- Young As They Cum 15 (2004)
- $2 Bill (2005)
- 1 Dick 2 Chicks 4 (2005)
- 1 in the Pink 1 in the Stink 6 (2005)
- 20 Pages and Hot Chicks (2005)
- 31 Flavors (2005)
- Anal Expedition 6 (2005)
- Anal Expedition 7 (2005)
- Anal Expedition 8 (2005)
- Anal Romance 2 (2005)
- Ass 2 Mouth 3 (2005)
- Ass Attack 1 (2005)
- Ass Attack 2 (2005)
- Ass Takers 1 (2005)
- Assault That Ass 6 (2005)
- Assault That Ass 7 (2005)
- Assault That Ass 8 (2005)
- Baker's Dozen 4 (2005)
- Bare Naked (2005)
- Bell Bottoms 3 (2005)
- Big Giant Titties 1 (2005)
- Big Tit Anal Whores 1 (2005)
- Bustful of Dollars (2005)
- Camp Cuddly Pines Power Tool Massacre (2005)
- Christoph's Beautiful Girls 20 (2005)
- Cotton Panties Half Off (2005)
- Cream Filled Chocolate Holes 1 (2005)
- Cream My Crack 1 (2005)
- Cum Fart Cocktails 2 (2005)
- Cum Fart Cocktails 3 (2005)
- Cum Guzzlers 3 (2005)
- Cum in My Ass Not in My Mouth 4 (2005)
- Cum Oozing Holes 1 (2005)
- Cum Soaked Teens (2005)
- Cum Stained Casting Couch 2 (2005)
- Cum Stained Casting Couch 3 (2005)
- Cum Stained Casting Couch 4 (2005)
- Cumshitters 1 (2005)
- Cumvert (2005)
- Cunt Gushers 1 (2005)
- Cunt Gushers 2 (2005)
- Day Without Whores (2005)
- De-Briefed 1 (2005)
- De-Briefed 2 (2005)
- Deeper in My Ass 1 (2005)
- Desperate Wives 2 (2005)
- Dirty Birds (2005)
- Double Fucked 2 (II) (2005)
- Double Penetration 2 (2005)
- Drive (2005)
- Dual Invasion 2 (2005)
- Elastic Assholes 3 (2005)
- Erotik (2005)
- Euro Domination 4 (2005)
- Euro Sluts 7: Italian Bitch (2005)
- Farmer's Daughters Take it Off (2005)
- Feeling Black 5 (2005)
- Feeling Black 6 (2005)
- Feels Like Love (2005)
- Five People You Meet in Porn (2005)
- Flesh Gallery (2005)
- Fresh New Faces 6 (2005)
- Fuck Dolls 4 (2005)
- Fuck Dolls 5 (2005)
- Fuck My Ass (2005)
- Full Anal Access 5 (2005)
- Fully Loaded 2 (2005)
- Fully Loaded 3 (2005)
- Gag on This 1 (2005)
- Glamazon (2005)
- Hate: A Love Story (2005)
- Head Master 1 (2005)
- Here's the Thing About My Blowjobs (2005)
- Hook-ups 9 (2005)
- Hot Ass Latinas 3 (2005)
- HotSex.com (2005)
- Hungry for Ass (2005)
- Image of Sex (2005)
- Internal Discharge 1 (2005)
- Intrigue (2005)
- Jailbait 2 (2005)
- Just Another Whore 2 (2005)
- Just Over Eighteen 13 (2005)
- Katsumi's Dirty Deeds (2005)
- Kiss Me Stupid (2005)
- Look What's Up My Ass 6 (2005)
- Lusty Legs 4 (2005)
- Mafia Girls (2005)
- Me Luv U Long Time 8 (2005)
- Mind Fuck (2005)
- My Hero (2005)
- Mythology (2005)
- Nasty Hardcore Latinas 3 (2005)
- Neo Pornographia 2 (2005)
- No Cum Dodging Allowed 5 (2005)
- Perfect Date (2005)
- Photographic Mammaries 4 (2005)
- Pop 3 (2005)
- Potty Mouth (2005)
- Pretty Mess (2005)
- Private Life of Petra Short (2005)
- Riot Sluts 2 (2005)
- Sex Illusions 1 (2005)
- Sex Pix (2005)
- Shameless (2005)
- She Bangs (2005)
- Sperm Filled Sluts 1 (2005)
- Sperm Filled Sluts 2 (2005)
- Sport Fucking 4 (2005)
- Spread My Ass 2 (2005)
- Steal Runway (2005)
- Stormy Daniels' Private Eyes (2005)
- Sunny (2005)
- Swallow My Pride 7 (2005)
- Tarot (2005)
- Taste Her O-Ring (2005)
- Tear Me a New One 1 (2005)
- Tear Me a New One 2 (2005)
- Tease Me Then Please Me 2 (2005)
- Teen Cum Squad 3 (2005)
- Teen Cum Squad 4 (2005)
- Teen Fuck Holes 1 (2005)
- Teen Fuck Holes 2 (2005)
- Teen Fuck Holes 3 (2005)
- Teen Fuck Holes 4 (2005)
- Teenage Peach Fuzz 1 (2005)
- Teenage Spermaholics 3 (2005)
- Teenage Spermaholics 4 (2005)
- Teens Make You Cum the Most 1 (2005)
- Teens Revealed 5 (2005)
- Traffic Stopping Tits (2005)
- Ultimate Asses 5 (2005)
- V-eight 13 (2005)
- Who Do You Love (2005)
- Young Tight Latinas 8 (2005)
- 1 in the Pink 1 in the Stink 8 (2006)
- 2 New 1 (2006)
- Addicted to Boobs 1 (2006)
- All About Keri (2006)
- All You Can Eat 3 (2006)
- Anal Driller 10 (2006)
- Anal Expedition 10 (2006)
- Anal Expedition 9 (2006)
- Anal Extremes 1 (2006)
- Anal Romance 3 (2006)
- Ass Attack 3 (2006)
- Ass Reckoning (2006)
- Ass Takers 2 (2006)
- Assault That Ass 9 (2006)
- Asstravaganza 2 (2006)
- Baker's Dozen 8 (2006)
- Baker's Dozen 9 (2006)
- Bang That Black Bitch White Boy 1 (2006)
- Becoming Carmen Hart (2006)
- Big Bottoms Up 1 (2006)
- Big Giant Titties 2 (2006)
- Big Giant Titties 3 (2006)
- Blush (2006)
- Boobstravaganza 2 (2006)
- Boy Fucks Girl 1 (2006)
- Brianna Love Oversexed (2006)
- Butt Bitches (2006)
- Butt Gallery 6 (2006)
- Cheating Wives Tales 3 (2006)
- Cock Starved 1 (2006)
- Colors (2006)
- Crank Shaft 1 (2006)
- Craving Big Cocks 11 (2006)
- Craving Big Cocks 12 (2006)
- Craving Big Cocks 13 (2006)
- Cream Filled Chocolate Holes 2 (2006)
- Cum Fart Cocktails 4 (2006)
- Cum Fart Cocktails 5 (2006)
- Cum Guzzlers 6 (2006)
- Cum Stained Casting Couch 6 (2006)
- Cumshitters 2 (2006)
- Dirt Pipe Milkshakes 1 (2006)
- Dirt Pipe Milkshakes 2 (2006)
- Don't Let Daddy Know 1 (2006)
- Double Anal Drill Team 1 (2006)
- Double Anal Drill Team 4 (2006)
- Double Teamed 1 (2006)
- Elastic Assholes 4 (2006)
- Elegance (2006)
- Emperor (2006)
- Erotica XXX 12 (2006)
- Erotica XXX 13 (2006)
- Evil Anal 1 (2006)
- Evilution 1 (2006)
- Evilution 2 (2006)
- Fashionistas Safado: The Challenge (2006)
- Feeling Black 8 (2006)
- Filthy 1 (2006)
- Flasher (2006)
- Flower's Squirt Shower 4 (2006)
- Fresh Ripe and Ready (2006)
- Fuck Dolls 6 (2006)
- Fuck Dolls 7 (2006)
- Fuck Slaves 1 (2006)
- Full Anal Access 6 (2006)
- Fully Loaded 4 (2006)
- Gossip (2006)
- History of Porn (2006)
- Hot Caress (2006)
- I Love Amy (2006)
- I Love Lauren (2006)
- I Love Lela (2006)
- Illegal Ass 2 (2006)
- I'm a Tease 1 (2006)
- I'm a Tease 2 (2006)
- I'm a Tease 3 (2006)
- Industry (2006)
- Jada Fire is Squirtwoman 1 (2006)
- Janine Loves Jenna (2006)
- Jenna's Provocateur (2006)
- Julia Ann: Hardcore (2006)
- Krystal Therapy (2006)
- Latin Hellcats 2 (2006)
- Liquid Ass-sets 2 (2006)
- Look What's Up My Ass 8 (2006)
- Look What's Up My Ass 9 (2006)
- Manuel Ferrara's POV 2 (2006)
- Mr. Pete is Unleashed 8 (2006)
- New Whores on the Block 1 (2006)
- New Whores on the Block 2 (2006)
- Older Women Need Love Too 2 (2006)
- One on One 5 (2006)
- Open for Anal 2 (2006)
- Oral Support (2006)
- Oriental Orgasms (2006)
- Own My Ass 1 (2006)
- Playing Dirty (2006)
- Plucked Then Fucked 1 (2006)
- Ready Wet Go 3 (2006)
- Round Butt Sluts 1 (2006)
- Round Butt Sluts 2 (2006)
- Sex Fest (2006)
- Sex Slaves 1 (2006)
- Sex Slaves 2 (2006)
- Slant Eyed Sluts 1 (2006)
- Slave Dolls 2 (2006)
- Sloppy Seconds 2 (2006)
- Slutinas 1 (2006)
- Slutinas 2 (2006)
- Slutty and Sluttier 1 (2006)
- Sophia Revealed (2006)
- Stuff My Hot Pink Oven (2006)
- Stuffin Young Muffins 5 (2006)
- Stuffin Young Muffins 6 (2006)
- Stuffin Young Muffins 7 (2006)
- Sultry Sinful Asians (2006)
- Super Naturals 4 (2006)
- Tap That Ass White Boy 1 (2006)
- Tease Me Then Please Me 3 (2006)
- Tease Me Then Please Me 4 (2006)
- Teen Cum Squad 5 (2006)
- Teen Dreams 12 (2006)
- Teen Dreams 13 (2006)
- Teen Dreams 14 (2006)
- Teen Fuck Holes 5 (2006)
- Teen Fuck Holes 6 (2006)
- Teenage Heartbreakers 1 (2006)
- Teenage Peach Fuzz 2 (2006)
- Ten Little Piggies 9 (2006)
- Three-Way Whores 1 (2006)
- Tight Teen Twats 1 (2006)
- To Die For (2006)
- Ultimate Asses 6 (2006)
- We Yum Yum Cum (2006)
- Wetter the Better 3 (2006)
- What a Girl Wants 2 (2006)
- What an Ass 3 (2006)
- Young Girls With Big Tits 7 (2006)
- 2 Dicks 1 Hole 2 (2007)
- 2 Young to Fall in Love 3 (2007)
- 3-Way Addiction 4 (2007)
- All Tapped Out 3 (2007)
- Always on Fire (2007)
- American Teen Idols (2007)
- Anal Expedition 11 (2007)
- Annette Schwarz is Slutwoman 1 (2007)
- Around the World in Seven Days (2007)
- Ashlynn and Friends 1 (2007)
- Ass Almighty 1 (2007)
- Ass Invaders 2 (II) (2007)
- Ass Pounders 7 (2007)
- Bangin Black Boxes (2007)
- Barely Legal Oral Education 1 (2007)
- Barely Legal Straight A Students 1 (2007)
- Big City Nights (2007)
- Big Cock Seductions 26 (2007)
- Big Loves 1 (2007)
- Big Mommy Boobs 1 (2007)
- Big Wet Asses 10 (2007)
- Big Wet Asses 11 (2007)
- Blow it Out Your Ass 2 (2007)
- Bound to Please 1 (2007)
- Bound to Please 2 (2007)
- Casey Parker is Boy Crazy (2007)
- Celebusluts (2007)
- Cheating Wives Tales 5 (2007)
- Co-Ed Cum Eaters (2007)
- Crimes of the Cunt (2007)
- Da Vinci Load 2 (2007)
- Daddy's Little Princess 2 (2007)
- Diary of a MILF 7 (2007)
- Doll House 1 (2007)
- Doll House 2 (2007)
- Double Decker Sandwich 10 (2007)
- Double Filled 1 (2007)
- Double Vaginal Surprise (2007)
- Dreamgirlz 1 (2007)
- Educating Nikki (2007)
- Erotica XXX 14 (2007)
- Eva Angelina AKA Filthy Whore (2007)
- Evil Anal 2 (2007)
- Evil Anal 3 (2007)
- Evil Anal 4 (2007)
- Evilution 3 (2007)
- Farmer's Filthy Li'l Daughter 1 (2007)
- Fashionistas Safado: Berlin (2007)
- Feeling Black 10 (2007)
- Feeling Black 9 (2007)
- Filthy 2 (2007)
- Filthy Beauty 1: The Best of Bobbi Starr (2007)
- Fishnets 6 (2007)
- Flower's Squirt Shower 5 (2007)
- Frankencock (2007)
- Fresh Meat 23 (2007)
- Fresh Outta High School 6 (2007)
- Fuck Slaves 2 (2007)
- Fucked on Sight 1 (2007)
- Fucked on Sight 2 (2007)
- Fucked on Sight 3 (2007)
- I Love Ashley (2007)
- I Love Brandy (2007)
- I Love Latinas (2007)
- I Love Riley (2007)
- I Love Veronique (2007)
- I Want to Be a Whore (2007)
- Interactive Sex with Jenna Haze (2007)
- Internal Cumbustion 10 (2007)
- Internal Injections 1 (2007)
- Jada Fire Is Squirtwoman 2 (2007)
- Jenny Hendrix Anal Experience (2007)
- Kayden's First Time (2007)
- Kaylani Unleashed (2007)
- Letters to an Angel (2007)
- Look What's Up My Ass 10 (2007)
- Manuel Ferrara Fucks Them All (2007)
- Mason's Whore-A-Thon (2007)
- Massive Asses 1 (2007)
- Massive Asses 2 (2007)
- Milk My Ass (2007)
- Monster Meat 2 (2007)
- Naturally Stacked 3 (2007)
- Naughty America: 4 Her 3 (2007)
- Naughty College School Girls 40 (2007)
- Naughty College School Girls 41 (2007)
- Naughty College School Girls 43 (2007)
- Naughty Office 10 (2007)
- New Releases 5 (2007)
- Nice Fucking View 2 (2007)
- No Cum Dodging Allowed 8 (2007)
- No Swallowing Allowed 12 (2007)
- Own My Ass 2 (2007)
- Pay or Play (2007)
- Pipe Dreams (II) (2007)
- Plump Round Rumps (2007)
- Pussy Cum Cocktails (2007)
- Reform School Girls 2 (2007)
- Romancing The Ass 2 (2007)
- Rookie Pussy 1 (2007)
- Schoolgirl POV 1 (2007)
- Sex with Young Girls 11 (2007)
- Sexual Sensations (2007)
- Sexy Moves (2007)
- She Likes It Big 1 (2007)
- Slutty and Sluttier 2 (2007)
- Slutty and Sluttier 3 (2007)
- Slutty and Sluttier 4 (2007)
- Sperm Drains (2007)
- Super Naturals 7 (2007)
- Supersquirt 5 (2007)
- Tap That Ass White Boy 2 (2007)
- Tease Me Then Please Me 5 (2007)
- Tease Me Then Please Me 6 (2007)
- Teenage Peach Fuzz 3 (2007)
- Teenage Peach Fuzz 4 (2007)
- Teens Corrupted (2007)
- Total Ass Wreckage (2007)
- Totally Fucked 1 (2007)
- Tristan Taormino's Expert Guide to Anal Sex (2007)
- Ultimate Asses 7 (2007)
- Voyeur 33 (2007)
- White Water Shafting (2007)
- Who's the New Girl 2 (2007)
- Who's Your Daddy 10 (2007)
- Wide Open for Anal (2007)
- World Cups (2007)
- Young as They Cum 21 (2007)
- Young Girls with Big Tits 1 (2007)
- 200 Proof (2008)
- A Hole is a Terrible Thing to Waste (2008)
- Angel (2008)
- Annette Schwarz is Slutwoman 2 (2008)
- Ashlynn and Friends 3 (2008)
- Ass Almighty 2 (2008)
- Ass on Tap (2008)
- Assassin 5 (2008)
- Award Winning Anal Scenes 2 (2008)
- Barely Legal Fitness Fanatics (2008)
- Battle of the Sluts 2: Katsuni vs. Melissa Lauren (2008)
- Big Naturals 6 (2008)
- Big Wet Asses 13 (2008)
- Big Wet Asses 14 (2008)
- Big Wet Tits 7 (2008)
- Boobs a Plenty (2008)
- Busty Housewives 1 (2008)
- Chauffeur's Daughter (2008)
- Cheerleaders (2008)
- Cock Pit 1 (2008)
- Cum Buckets 8 (2008)
- Curve Appeal (2008)
- Defend Our Porn (2008)
- Delectable Desires (2008)
- Double Penetration 5 (2008)
- Evil Anal 5 (2008)
- Evil Anal 6 (2008)
- Evil Anal 7 (2008)
- Evil Anal 8 (2008)
- Flower's Squirt Shower 6 (2008)
- Fucked on Sight 4 (2008)
- Fucked on Sight 5 (2008)
- In Pursuit of Pleasure (2008)
- Indulging in Lust (2008)
- Internal Damnation 1 (2008)
- I-Rock (2008)
- Jenna vs. Courtney (2008)
- Jesse Jane: Sexy Hot (2008)
- Like Lovers Do (2008)
- Meggan and Hanna Love Manuel (2008)
- Monster Curves 2 (2008)
- Monster Meat 12 (2008)
- Monster Meat 13 (2008)
- Monster Meat 6 (2008)
- My Plaything: Ashlynn Brooke (2008)
- Naughty Office 11 (2008)
- Oil Overload 1 (2008)
- Perfect Match (2008)
- Performers of the Year (2008)
- Pirates II: Stagnetti's Revenge (2008)
- Real Female Orgasms 9 (2008)
- Sensual Ecstasy (2008)
- She's Cumming 1 (2008)
- She's Cumming 2 (2008)
- Slave Dolls 3 (2008)
- Slut Angels 2 (2008)
- Slutty and Sluttier 5 (2008)
- Slutty and Sluttier 6 (2008)
- Slutty and Sluttier 7 (2008)
- Slutty and Sluttier 8 (2008)
- Spunk'd 8 (2008)
- Sugar (2008)
- Tease Me Then Please Me 7 (2008)
- Teen Cuisine Too (2008)
- Teenage Peach Fuzz 5 (2008)
- Up Skirts 1 (2008)
- Young Wet Horny 5 (2008)
- 30+ Sluts (2009)
- Anal Academics (2009)
- Anal Payload (2009)
- Arschfotzen (2009)
- Asstravaganza 11 (2009)
- Battle of the Asses 1 (2009)
- Battle of the Sluts 3: Bobbi Starr vs. Annette Schwarz (2009)
- Beauty and a Geek (2009)
- Best of No Swallowing Allowed (2009)
- Big Naturals 11 (2009)
- Big Tits at Work (2009)
- Big Tits Boss 9 (2009)
- Big Wet Asses 15 (2009)
- Big Wet Asses 16 (2009)
- Big Wet Tits 8 (2009)
- Busty Housewives 2 (2009)
- Cockasian 4 (2009)
- Control 10 (2009)
- Deviant (2009)
- Don't Make Me Beg 1 (2009)
- Don't Make Me Beg 2 (2009)
- Doppelt gestopfte Rosetten (2009)
- Double Time (2009)
- Dude, I Banged Your Mother 1 (2009)
- Evalutionary 1 (2009)
- Evil Anal 10 (2009)
- Evil Anal 9 (2009)
- Extreme Asses 7 (2009)
- Fetish Fuckdolls 2 (2009)
- Forbidden (2009)
- Fucked on Sight 6 (2009)
- Fucked on Sight 7 (2009)
- Gape 'Em All 1 (2009)
- Glamour Girls 1 (2009)
- Hillary Loves Jenna (2009)
- I Love Lindsey (2009)
- I Love Pretty Pussies (2009)
- It's a Secretary Thing 2 (2009)
- Jack's POV 15 (2009)
- Jenna Confidential (2009)
- Jesse Jane: Dirty Movies (2009)
- Katsuni: Opened Up (2009)
- Kristina Rose is Slutwoman (2009)
- Long Shlongs 2 (2009)
- Manuel Ferrara Unleashed (2009)
- Marie Luv's Go Hard or Go Home (2009)
- Meet the Fuckers 10 (2009)
- Monster Curves 3 (2009)
- Monster Curves 5 (2009)
- Monster Curves 6 (2009)
- My Sexy Life 2 (2009)
- Nurses 1 (2009)
- Performers of the Year 2009 (2009)
- Phat Bottom Girls 1 (2009)
- Phat Bottom Girls 2 (2009)
- Play With Me (II) (2009)
- Poke Me Big Daddy 2 (2009)
- Pornstar Workout 1 (2009)
- Pornstar Workout 2 (2009)
- Raw 1 (2009)
- Raw 2 (2009)
- Riskantes Spiel (2009)
- Round and Brown 11 (2009)
- Slutty and Sluttier 10 (2009)
- Slutty and Sluttier 9 (2009)
- Splashes on Glasses 1 (2009)
- Sporty Girls 2 (2009)
- Sporty Girls 3 (2009)
- This Ain't Star Trek XXX 1 (2009)
- Tori Black is Pretty Filthy 1 (2009)
- Whore It Up (2009)
- World of Sexual Variations 3 (2009)
- You, Me and Her (2009)
- America's Next Top Body (2010)
- Anal Fanatic 1 (2010)
- Asa Akira is Insatiable 1 (2010)
- Asslicious 2 (2010)
- ATM Sex (2010)
- Babysitter 3 (2010)
- Bad Girls 5 (2010)
- Battle of the Asses 2 (2010)
- Big Wet Asses 17 (2010)
- Big Wet Asses 18 (2010)
- Big Wet Tits 10 (2010)
- Big Wet Tits 9 (2010)
- Body Heat (2010)
- Bootylicious Girls (2010)
- Busty Housewives 4 (2010)
- Busty Lifeguards (2010)
- Buttman's Nordic Blondes (2010)
- Buy a Bride (2010)
- Car Wash Girls (2010)
- Cheater (2010)
- Couch Confessions (2010)
- Cougar Street (2010)
- Couples Erotic Games 2 (2010)
- Cum Out on Top 2: Gianna Michaels vs. Carmella Bing (2010)
- Curvy Girls 5 (2010)
- Cuties 1 (2010)
- Desires (2010)
- Doctor 2 (2010)
- Don Juan's Therapist (2010)
- Evil Anal 11 (2010)
- Evil Anal 12 (2010)
- Exchange Student 1 (2010)
- Exchange Student 2 (2010)
- Extreme Naturals 2 (2010)
- Face Off: Starr vs. Banxxx (2010)
- Fetish Fuckdolls 5 (2010)
- Fly Girls (2010)
- Fuck Slaves 5 (2010)
- Fucked on Sight 8 (2010)
- Gigolos (2010)
- Girl a Boy and a Toy (2010)
- Girl Next Door (2010)
- Girl Talk (2010)
- Girls of Red Light District: Courtney Cummz (2010)
- Glamour Girls 3 (2010)
- Golden Globes 2 (2010)
- Hit Me with Your Best Squirt 2 (2010)
- I Came in Your Mom 3 (2010)
- Jack's Asian Adventure 4 (2010)
- Jayden Jaymes Unleashed (2010)
- Jesse Jane: Homework (2010)
- Jesse Jane: Reckless (2010)
- Just Jenna 1 (2010)
- Just Over Eighteen 24 (2010)
- Kissing Cousins (2010)
- Lies (2010)
- Live Nude Girls (2010)
- Love and Marriage (2010)
- Love Triangle (2010)
- Massive Asses 5 (2010)
- Milflicious (2010)
- My Boss' Daughter (2010)
- Notorious S.L.U.T. (2010)
- Nude Roommate (2010)
- Nymphomaniac (2010)
- Performers of the Year 2010 (2010)
- Performers of the Year 2011 (2010)
- Phat Bottom Girls 3 (2010)
- Pornstar Superheroes (2010)
- Pretty as They Cum 2 (2010)
- Private Lessons (2010)
- Raw 3 (2010)
- Raw 4 (2010)
- Raw 5 (2010)
- Raw 6 (2010)
- Replacement (2010)
- Riley Steele: Roommates (2010)
- Roommate (2010)
- Sasha Grey Expose (2010)
- She's the Boss 2 (2010)
- Sinderella and Me (2010)
- Slut Worthy (2010)
- Slutty and Sluttier 11 (2010)
- Slutty and Sluttier 12 (2010)
- Slutty and Sluttier 13 (2010)
- Smiths (2010)
- Speed (2010)
- Starlets 2010 (2010)
- Strict Machine (2010)
- Strip for Me (2010)
- Studio 69 (2010)
- Substitute (2010)
- Teacher Leave Them Teens Alone 2 (2010)
- That's My Girl (2010)
- Titlicious 2 (2010)
- Tits to Die for 1 (2010)
- Triple Playas 1 (2010)
- Very Bad Trique (2010)
- What Went Wrong (2010)
- What's Up Your Ass (2010)
- Young Panty-Ho's 1 (2010)
- 2 in the Hole (2011)
- 2 of a Kind (2011)
- 6 1/2 Weeks (2011)
- All About Kagney Linn Karter (2011)
- All Sexed Up (2011)
- Anal Fanatic 2 (2011)
- Anal Fanatic 3 (2011)
- Anal Supreme (2011)
- Asa Akira is Insatiable 2 (2011)
- Ass Titans 6 (2011)
- Assassins (2011)
- Babysitters 2 (2011)
- Bad Girls 6 (2011)
- Bad Girls 7 (2011)
- Banging College Sluts (2011)
- Battle of the Asses 3 (2011)
- Best New Starlets 2012 (2011)
- Big Wet Asses 19 (2011)
- |Big Wet Asses 20 (2011)
- Blackmail (2011)
- Bobbi's World (2011)
- Bombshells 2 (2011)
- Bombshells 3 (2011)
- Breaking Up (2011)
- Breast in Class 2: Counterfeit Racks (2011)
- Bush 1 (2011)
- Car Wash Girls 2 (2011)
- Cougar Club 4 (2011)
- Crib (2011)
- Cum Out on Top 3: Audrey Bitoni vs. Abbey Brooks (2011)
- Cuties 2 (2011)
- Delphi (2011)
- Dirty Blondes (2011)
- Escort (II) (2011)
- Evil Anal 13 (2011)
- Evil Anal 14 (2011)
- Fighters (2011)
- Foreigner (2011)
- Freak (2011)
- Fuckening (2011)
- Getting In (2011)
- Girlfriend's Revenge (2011)
- Good Will Fucking 2 (2011)
- Gracie Glam: Lust (2011)
- Graphic DP 3 (2011)
- Hard Bodies (2011)
- In Riley's Panties (2011)
- Jack's POV 18 (2011)
- Jack's POV 19 (2011)
- Jailhouse Heat 3D (2011)
- Joanna Angel: Ass-Fucked (2011)
- Jules Jordan: The Lost Tapes 1 (2011)
- Jynx Maze is a Sex Addict (2011)
- Kagney Linn Karter is Relentless (2011)
- Kelly Divine is Buttwoman (2011)
- L for London (2011)
- Like Sister Like Slut (2011)
- Manuel Ferrara is a MILF Whore (2011)
- Manuel's French Fucking Vacation (2011)
- Masseuse 1 (II) (2011)
- Megan Coxxx: Nymphomaniac (2011)
- MILF Thing 7 (2011)
- Mommy Knockers (2011)
- My Mother's Best Friend 4: Lost in Time (2011)
- Natural (2011)
- New Dad in Town (2011)
- Office Seductions 3 (2011)
- Official Revenge of the Nerds Parody (2011)
- Party Girls (2011)
- Passport (2011)
- Payment (2011)
- Performers of the Year 2012 (2011)
- Phat Bottom Girls 4 (2011)
- Phat Bottom Girls 5 (2011)
- Portrait of a Call Girl (2011)
- Power Fuck (2011)
- Prom (2011)
- Raw 7 (2011)
- Raw 8 (2011)
- Relax He's My Stepdad 3 (2011)
- Sasha Grey and Friends 1 (2011)
- Seduction (II) (2011)
- Sex and Corruption 2 (2011)
- Sex and Corruption 3 (2011)
- Slutty and Sluttier 14 (2011)
- Slutty and Sluttier 15 (2011)
- Sneaking Around (2011)
- Squirtigo (2011)
- Starstruck 1 (2011)
- Starstruck 2 (2011)
- Stoya: Web Whore (2011)
- Stripper Grams (2011)
- Superstar Talent (2011)
- Swimsuit Calendar Girls 2011 (2011)
- Tara's Titties (2011)
- Teacher 4 (2011)
- Teens in Tight Jeans 1 (2011)
- Titlicious 3 (2011)
- U.S. Sluts 2 (2011)
- Wasted (2011)
- Wicked Digital Magazine 3 (2011)
- Young Toes Before Hoes (2011)
- All Internal 18 (2012)
- Anal Invitation (2012)
- Anissa Kate on the Road 66 (2012)
- Ass Factor 2 (2012)
- Ass Masters 10 (2012)
- Babysitter 7 (2012)
- Babysitter Diaries 9 (2012)
- Bad Girls 8 (2012)
- Battle of the Asses 4 (2012)
- Big Booty Shake Down (2012)
- Big Booty Shakedown 2 (2012)
- Big Titty Time (2012)
- Big Wet Asses 21 (2012)
- Big Wet Asses 22 (2012)
- Big Wet Butts 6 (2012)
- Big Wet Butts 7 (2012)
- Big Wet Tits 11 (2012)
- Bombshells 4 (2012)
- Bra Busters 3 (2012)
- Bush 2 (2012)
- Busty Construction Girls (2012)
- Code of Honor (2012)
- Cola (2012)
- Con Job (2012)
- Cooking with Kayden Kross (2012)
- Cool Crowd (2012)
- Corrupt Schoolgirls 2 (2012)
- Corrupt Schoolgirls 3 (2012)
- Couples Seeking Teens 10 (2012)
- Cum Fart Cocktails 9 (2012)
- Cuties 3 (2012)
- Cuties 4 (2012)
- Dani Daniels: Dare (2012)
- Deceptions (2012)
- Dirty Rotten Mother Fuckers 5 (2012)
- Evalutionary 2 (2012)
- Evil Anal 15 (2012)
- Evil Anal 16 (2012)
- Falling for You (2012)
- Fill'er Up (2012)
- Filthy Family 8 (2012)
- For Rent (2012)
- Girlfriends Get Even 2 (2012)
- Halfway Home (2012)
- Happiness in Slavery (2012)
- High Class Ass 1 (2012)
- High Class Ass 2 (2012)
- Hit the Road (2012)
- Hollywood Heartbreakers 1 (2012)
- Home Wrecker 3 (2012)
- Home Wrecker 4 (2012)
- In Bed with Katsuni (2012)
- Internal Investigation (2012)
- Intimate Passions (2012)
- Just Like Mom (2012)
- Last Tango (2012)
- Legal Appeal (2012)
- Leverage (2012)
- Lisa Ann Fantasy Girl (2012)
- Lisa Ann: Can't Say No (2012)
- Losing Kayden (2012)
- Love Jesse (2012)
- Massive Asses 6 (2012)
- MILF Mania (2012)
- More Cola Please (2012)
- Mothers and Daughters (2012)
- My Private Tutor (2012)
- Nerdy Girls (2012)
- Nurses 2 (2012)
- Odd Jobs (2012)
- Oil Overload 6 (2012)
- Oil Overload 7 (2012)
- Old Friends (2012)
- Orgasm (2012)
- Orgy: The XXX Championship 2 (2012)
- Performers of the Year 2013 (2012)
- Phat Bottom Girls 6 (2012)
- Pill (2012)
- Please Don't Tell (2012)
- Pretty Lady (2012)
- Pretty Panties (2012)
- Raw 10 (2012)
- Raw 11 (2012)
- Raw 12 (2012)
- Raw 9 (2012)
- Real Wife Stories 14 (2012)
- Rear View 2 (2012)
- Remy 1 (2012)
- Riley Steele: Looking for Love (2012)
- Rump Raiders (2012)
- Seduction 2 (2012)
- Self Pic (2012)
- Sexy Selena Rose (2012)
- Skip Trace 2 (2012)
- Slutty and Sluttier 16 (2012)
- Slutty and Sluttier 17 (2012)
- Slutty and Sluttier 18 (2012)
- Stripper Pole (2012)
- Swimsuit Calendar Girls 2012 (2012)
- Swingers (2012)
- Teenage Assfixiation (2012)
- Thou Shalt Not Steal (2012)
- Time for Change (2012)
- Too Big for Teens 11 (2012)
- Trouble at the Slumber Party (2012)
- The Turn On (2012)
- U.S. Sluts 3 (2012)
- unSEXpected (2012)
- Up My Asian Ass (2012)
- Voracious (2012)
- Wasteland (2012)
- When Daddy's Away (2012)
- Young and Glamorous 3 (2012)
- Youth Going Wild (2012)
- Anal Fanatic 5 (2013)
- Anal Plungers 2 (2013)
- Ass Factor 3 (2013)
- Ass Factor 4 (2013)
- Babysitter Diaries 10 (2013)
- Babysitter Diaries 11 (2013)
- Battle of the Asses 5 (2013)
- Best New Starlets 2013 (2013)
- Blind Date (2013)
- Booty Call (2013)
- Bra Busters 4 (2013)
- Brazzers Fan's Choice 200th DVD (2013)
- Bush 3 (2013)
- Couples Seeking Teens 12 (2013)
- Dirty Rotten Mother Fuckers 6 (2013)
- Don't Fuck My Sister (2013)
- Evil Anal 17 (2013)
- Evil Anal 18 (2013)
- Evil Anal 19 (2013)
- Fluid (2013)
- Foot Prints (2013)
- For Sale (2013)
- Forsaken (2013)
- Girlfriend Exchange (2013)
- Hot Body Ink (2013)
- I Was a Mail Order Bride (2013)
- Jesse Jane: Romance (2013)
- La Boutique (2013)
- Monster Curves 22 (2013)
- Oil Overload 8 (2013)
- Raw 13 (2013)
- Raw 14 (2013)
- Raw 15 (2013)
- Remy 2 (2013)
- Ride Home (2013)
- Rock and Roll in my Butthole 3 (2013)
- Rump Raiders 2 (2013)
- Rump Raiders 3 (2013)
- Sexy Citizen (2013)
- She Looks Like Me (2013)
- Sheena Shaw Wide Open (2013)
- She's Come Undone (2013)
- Sluts in the Office (2013)
- Slutty and Sluttier 19 (2013)
- Squirt Gasms (2013)
- Squirt Machines 2 (2013)
- Swap it Out (2013)
- Talking Shop (2013)
- There's Something About Lexi Belle (2013)
- Wet Asses (2013)
- Young and Glamorous 4 (2013)
- Young and Glamorous 5 (2013)

### Regista
- Anal Expedition 1 (2003)
- Anal Expedition 2 (2003)
- Euro Girls Never Say No 1 (2003)
- Euro Girls Never Say No 2 (2003)
- Euro Girls Never Say No 3 (2003)
- French Connexxxion (2003)
- I'm Your Slut 1 (2003)
- I'm Your Slut 2 (2003)
- Pussy is Not Enough (2003)
- Pussy is Not Enough 2 (2003)
- Anal Expedition 3 (2004)
- Anal Expedition 4 (2004)
- Anal Expedition 5 (2004)
- Double Or Nothing (2004)
- I'm Your Slut 3 (2004)
- Manuel Ferrara's POV 1 (2004)
- Sexual Compulsion (2004)
- Teen Cum Squad 1 (2004)
- Teen Cum Squad 2 (2004)
- Anal Expedition 6 (2005)
- Anal Expedition 7 (2005)
- Anal Expedition 8 (2005)
- Ass Attack 1 (2005)
- Ass Attack 2 (2005)
- Big Giant Titties 1 (2005)
- Cumshitters 1 (2005)
- Cunt Gushers 1 (2005)
- Cunt Gushers 2 (2005)
- Katsumi's Dirty Deeds (2005)
- Mind Fuck (2005)
- Teen Cum Squad 3 (2005)
- Teen Cum Squad 4 (2005)
- Anal Expedition 10 (2006)
- Anal Expedition 9 (2006)
- Ass Attack 3 (2006)
- Brianna Love Oversexed (2006)
- Cumshitters 2 (2006)
- Evil Anal 1 (2006)
- Evilution 1 (2006)
- Evilution 2 (2006)
- Manuel Ferrara's POV 2 (2006)
- New Whores On The Block 1 (2006)
- New Whores On The Block 2 (2006)
- Round Butt Sluts 1 (2006)
- Slutty and Sluttier 1 (2006)
- Teen Cum Squad 5 (2006)
- Anal Expedition 11 (2007)
- Bangin Black Boxes (2007)
- Evil Anal 2 (2007)
- Evil Anal 3 (2007)
- Evil Anal 4 (2007)
- Evilution 3 (2007)
- Fucked on Sight 1 (2007)
- Fucked on Sight 2 (2007)
- Fucked on Sight 3 (2007)
- Jenny Hendrix Anal Experience (2007)
- Slutty and Sluttier 2 (2007)
- Slutty and Sluttier 3 (2007)
- Slutty and Sluttier 4 (2007)
- Evil Anal 5 (2008)
- Evil Anal 6 (2008)
- Evil Anal 7 (2008)
- Evil Anal 8 (2008)
- Fucked on Sight 4 (2008)
- Fucked on Sight 5 (2008)
- Perfect Match (2008)
- Slutty and Sluttier 5 (2008)
- Slutty and Sluttier 6 (2008)
- Slutty and Sluttier 7 (2008)
- Slutty and Sluttier 8 (2008)
- 30+ Sluts (2009)
- Battle of the Sluts 3: Bobbi Starr vs Annette Schwarz (2009)
- Evil Anal 10 (2009)
- Evil Anal 9 (2009)
- Fucked On Sight 6 (2009)
- Fucked on Sight 7 (2009)
- Phat Bottom Girls 1 (2009)
- Phat Bottom Girls 2 (2009)
- Raw 1 (2009)
- Raw 2 (2009)
- Slutty and Sluttier 10 (2009)
- Slutty and Sluttier 9 (2009)
- Evil Anal 11 (2010)
- Evil Anal 12 (2010)
- Fucked on Sight 8 (2010)
- Phat Bottom Girls 3 (2010)
- Raw 3 (2010)
- Raw 4 (2010)
- Raw 5 (2010)
- Raw 6 (2010)
- Slutty and Sluttier 11 (2010)
- Slutty and Sluttier 12 (2010)
- Slutty and Sluttier 13 (2010)
- Evil Anal 13 (2011)
- Evil Anal 14 (2011)
- Jynx Maze Is a Sex Addict (2011)
- Manuel's French Fucking Vacation (2011)
- Phat Bottom Girls 4 (2011)
- Phat Bottom Girls 5 (2011)
- Raw 7 (2011)
- Raw 8 (2011)
- Slutty and Sluttier 14 (2011)
- Slutty and Sluttier 15 (2011)
- Evil Anal 15 (2012)
- Evil Anal 16 (2012)
- Orgy: The XXX Championship 2 (2012)
- Phat Bottom Girls 6 (2012)
- Raw 10 (2012)
- Raw 11 (2012)
- Raw 12 (2012)
- Raw 9 (2012)
- Slutty and Sluttier 16 (2012)
- Slutty and Sluttier 17 (2012)
- Slutty and Sluttier 18 (2012)
- Evil Anal 17 (2013)
- Evil Anal 18 (2013)
- Evil Anal 19 (2013)
- Raw 13 (2013)
- Raw 14 (2013)
- Raw 15 (2013)
- Sheena Shaw Wide Open (2013)
- Slutty and Sluttier 19 (2013)